# Jacques Grandon
Pour les articles homonymes, voir Grandon.
Jacques Grandon, né le 9 mai 1927 à Saint-Benoît, est un avocat et homme politique français.

## Biographie
Jacques Grandon est le fils d'Alfred Grandon, négociant, et d'Yvonne Duranceau. Élève au collège Stanislas, il suit ses études à la Faculté de droit de Poitiers.
Jacques Grandon prête serment le 22 novembre 1948.
Il est bâtonnier de l'ordre des avocats de Poitiers de 1978 à 1980.
En décembre 2018, il reçoit un hommage du barreau pour ses 70 ans d'activité.

## Détail des fonctions et des mandats
Mandat parlementaire
- 2 novembre 1986 - 1er juillet 1988 : Sénateur de la Vienne